# 반응 아고스티니
반응 아고스티니(Reaction Agostini)는 사람의 소변에서 포도당이 존재하는지에 대한 단순화된 시험의 이름이다.
방법은 소변을 조사에 추가하는 것으로, 나트륨 염화물과 산화 칼륨의 용액을 준비하여 구성한다. 포도당이 존재한다면 용액은 빨간색이 된다.